# Калипсо (спутник)
Калипсо́ (лат. Calypso, др.-греч. Καλυψώ) (первоначально S/1980 S25) — малый спутник Сатурна.
Открыт по наземным снимкам 13 марта 1980 г. группой учёных Паскью, Зейделманном, Баумом и Карри наряду с ещё несколькими лунами. Получил своё название в честь нимфы из древнегреческой мифологии. Калипсо находится в орбитальном резонансе с Тефией в точке Лагранжа L5. Спутник имеет неправильную форму с размерами по осям 30×23×14 км. и вращается в том направлении что и планета. Калипсо и Телесто движутся практически по орбите крупного спутника Тефии, которые входят в систему Сатурн—Тефия. Калипсо располагается в точке Лагранжа L5, двигаясь по орбите на 60° впереди Тефии, а Телесто отстает от Тефии на 60°, занимая точку Лагранжа L4.

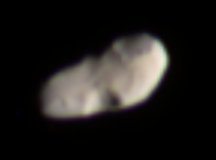
Снимок «Кассини» от 23 сентября 2005